# Sanmatenga
Sanmatenga is een van de 45 provincies van Burkina Faso. De hoofdstad is Kaya.

## Geografie
Sanmatenga heeft een oppervlakte van 9.281 km² en ligt in de regio Centre-Nord.
De provincie is onderverdeeld in 11 departementen: Barsalogho, Boussouma, Dablo, Kaya, Korsimoro, Mane, Namissiguima, Pensa, Pibaore, Pissila en Ziga.

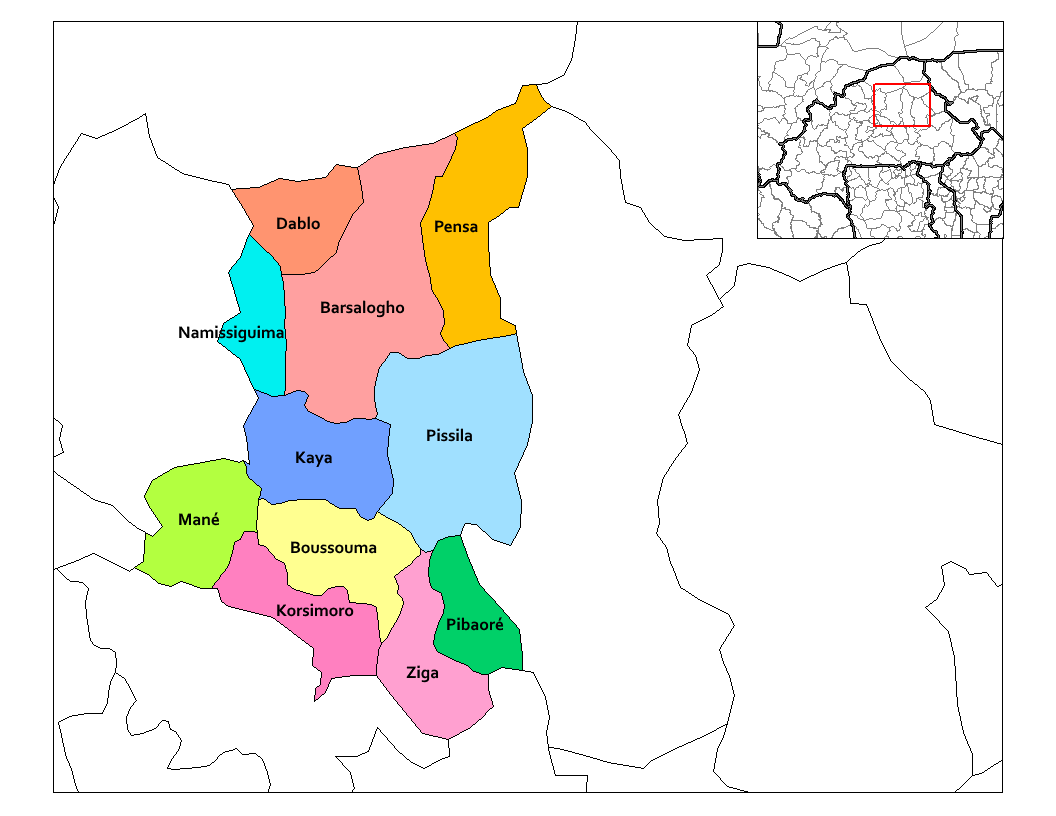
Departementen van Sanmatenga

## Bevolking
In 1996 leefden er 464.032 mensen in de provincie. In 2019 waren dat er naar schatting 884.000.
Balé · Bam · Banwa · Bazéga · Bougouriba · Boulgou · Boulkiemdé · Comoé · Ganzourgou · Gnagna · Gourma · Houet · Ioba · Kadiogo · Kénédougou · Komondjari · Kompienga · Kossi · Koulpélogo · Kouritenga · Kourwéogo · Léraba · Loroum · Mouhoun · Nahouri · Namentenga · Nayala · Noumbiel · Oubritenga · Oudalan · Passoré · Poni · Sanguié · Sanmatenga · Séno · Sissili · Soum · Sourou · Tapoa · Tuy · Yagha · Yatenga · Ziro · Zondoma · Zoundwéogo